# Eichholz (Wermelskirchen)
Eichholz ist ein Einzelgehöft südlich-östlich von Kreckersweg, westlich von Heiligenborn und südlich von Osminghausen in Wermelskirchen-Dhünn im Rheinisch-Bergischen-Kreis.
Es gehörte zu dem 333 Morgen großen Kameralgut Eichholz der Grafen und späteren Herzöge von Berg. Die Erstnennung findet sich 1443, geschrieben „Eicholtze“.
Über viele Jahrhunderte finden sich Belege für Abgabenleistungen und Verpachtungen für und durch die Landesherren. Parzelliert und verkauft an Privatpersonen wurde das Gut ab 1820 durch den Preußischen Fiskus. Große Teile wurden 1909 an die Bayer AG verkauft und zu ihrem Gut Großeledder gefügt.